# Cacotherapia
Cacotherapia is een geslacht van vlinders van de familie snuitmotten (Pyralidae), uit de onderfamilie Galleriinae.

## Soorten
- C. angulalis Barnes & McDunnough, 1918
- C. bilinealis Barnes & McDunnough, 1918
- C. demeridalis Schaus, 1924
- C. flexilinealis Dyar, 1905
- C. interalbicalis Ragonot, 1891
- C. lacerfialis Barnes & Benjamin, 1925
- C. leucocope Dyar, 1917
- C. nigrocinereella Hulst, 1900
- C. peocilostigma Dyar, 1914
- C. ponda Dyar, 1907
- C. unicoloralis Barnes & McDunnough, 1913
- C. unipuncta Dyar, 1914